# مارك هيثيرنغتون
مارك هيثيرنغتون (بالإنجليزية: Marc Hetherington)‏ هو عالم سياسة أمريكي، ولد في 20 يونيو 1968.